# Banda Eva (албум)
Banda Eva је први албум истоимене групе. Албум је издат 1993. године.

## Песме
1.   Adeus, bye bye    (Guiguio - Juci Pita - Chico Santana) 
2.   Tributo ao Apache:    
- Chega mais (Paulinho de Camafeu)
- Pomba branca (Nelson Cara)
- Foi nesse passo (Celso Sant’Anna-Almir Ferreira)
- Bola de neve (Almir Ferreira)

3.   Minha galera (Paulinho Andrade) 
4.   Tamanco malandrinho (Dito - Tom) 
5.   Você não está    (Paulinho Andrade) 
6.   Timbaleiro    (Tonho Matéria - Nanny Assis - Patricia Gomes) 
7.   Iluará    (Tatau) 
8.   Torres de babel    (Carlos Neto - Edmundo Carôso) 
9.   Cara do prazer     (Rudnei Monteiro - Edmundo Carôso) 
10.  Pot-pourri do Eva:    
- Frevo Eva (Eduardo Gil)
- Eu vou no Eva (Ricardo Chaves-Durval Lelys)
- Leva eu (Durval Lelys-Cly Loilie)